# Chloealtis aspasma
Chloealtis aspasma је инсект из реда Orthoptera и фамилије Acrididae.

## Угроженост
Ова врста се сматра рањивом у погледу угрожености врсте од изумирања.

## Распрострањење
Ареал врсте је ограничен на једну државу. 
Сједињене Америчке Државе су једино познато природно станиште врсте.